# Mirjam Björklund
Mirjam Björklund (født 29. juli 1998 i Stockholm, Sverige) er en professionel tennisspiller fra Sverige.